# Bojnice
Bojnice (njem. Weinitz, mađ. Bajmóc) grad su u središnjoj Slovačkoj, u Trenčinskom kraju. Grad upravno pripada Okrugu Prievidza.

## Zemljopis
Grad se nalazi u gornjem toku rijeke Nitre, podno planine Strážov. Udaljen je 4 km od većeg grada Prievidze s kojim dijeli javni gradski promet. Ostali veći gradovi u blizini su Žilina, 60 km sjeverno i Trenčín, 65 km zapadno.

## Povijest
Povijest Bojnica usko je vezana za istoimeni dvorac. Grad se prvi puta spominje 1113. godine. Status grada Bojnice su dobile 1966. godine.

## Znamenitosti
- Dvorac Bojnice prvi put se spominje 1113. godine i izvorno je sagrađen kao drvena utvrda. U 20. stoljeću izgrađen je novi dvorac od kamena u romaničkom stilu. Danas je dvorac popularna turistička atrakcija.

- Zoološki vrt osnovan je 1955. godine. Zološki vrt je 2006. godine imao 355 različitih vrsta i više od 1800 životinja.

- Bojničke toplice prvi puta se spominju 1549. godine. Danas se u njima liječe bolesnici s poremećajima lokomotornog sustava, reumatskim bolestima, posttraumatskim ozljedama, oštećenjima kralježnice, ortopedskim poremećajima, neurološkim te profesionalnim bolestima.

## Stanovništvo
| Godina:     | 1993. | 2003.   | 2013.   | 2023.   |
| ----------- | ----- | ------- | ------- | ------- |
| Broj ljudi: | 4995  | 4980    | 4921    | 5013    |
| Razlika:    |       | -0,30 % | -1,18 % | +1,86 % |

| Godina:     | 2022. | 2023.   |
| ----------- | ----- | ------- |
| Broj ljudi: | 5035  | 5013    |
| Razlika:    |       | -0,43 % |

Po popisu stanovništva iz 2001. godine u Bojnicama je živjelo 5.006 stanovnika. Prema istom popisu, u gradu živi najviše Slovaka:
- Slovaci 97,06 %
- Česi 0,68 %
- Nijemci 0,24 %

Prema vjeroispovijesti najviše je rimokatolika 74,55 %, ateista 19 % i luterana 2 %.

## Poznate osobe
- Karina Habšudová, bivša tenisačica
- Miloslav Mečíř, bivši tenisač
- Andrej Sekera, hokejaš Buffalo Sabresa (NHL)
- Miroslava Vavrinec, tenisačica i supruga Rogera Federera

## Gradovi prijatelji
- Bad Krozingen, Njemačka
- Jeseník, Češka
- Rosta, Italija

## Vanjske poveznice
- Službena stranica grada (sl.)(engl.)(njem.)

### Ostali projekti
|  | Zajednički poslužitelj ima još gradiva o temi Bojnice |